# 2011 w grach komputerowych
| Skróty platform | Skróty platform                                  |
| --------------- | ------------------------------------------------ |
| DC              | Dreamcast                                        |
| Droid           | Android                                          |
| DS              | Nintendo DS                                      |
| GB              | Game Boy                                         |
| GBA             | Game Boy Advance                                 |
| GBC             | Game Boy Color                                   |
| GCN             | GameCube                                         |
| iOS             | iOS                                              |
| Lin             | komputer osobisty z systemem operacyjnym Linux   |
| Mac             | komputer osobisty Mac                            |
| N64             | Nintendo 64                                      |
| NS              | Nintendo Switch                                  |
| PC              | komputer osobisty                                |
| PS1             | PlayStation                                      |
| PS2             | PlayStation 2                                    |
| PS3             | PlayStation 3                                    |
| PS4             | PlayStation 4                                    |
| PS5             | PlayStation 5                                    |
| PSP             | PlayStation Portable                             |
| PSVita          | PlayStation Vita                                 |
| Wii             | Wii                                              |
| WiiU            | Wii U                                            |
| Win             | komputer osobisty z systemem operacyjnym Windows |
| X360            | Xbox 360                                         |
| XONE            | Xbox One                                         |
| Xbox            | Xbox                                             |
| XSX             | Xbox Series                                      |

Artykuł opisuje ważne wydarzenia w 2011 roku w branży gier komputerowych. Zobacz też: historia gier komputerowych.

## Wydarzenia
| Miesiąc     | Dzień              | Zdarzenie                                                                |
| ----------- | ------------------ | ------------------------------------------------------------------------ |
| Styczeń     | 6–9                | Consumer Electronics Show 2011                                           |
| Luty        | 26                 | Premiera nowej przenośnej konsoli Nintendo 3DS w Japonii.                |
| Luty        | luty 28 – marzec 4 | Game Developers Conference 2011 w San Francisco.                         |
| Marzec      | 25–31              | Premiera przenośnej konsoli Nintendo 3DS w Ameryce, Europie i Australii. |
| Czerwiec    | 7–9                | E3 2011                                                                  |
| Sierpień    | 15–17              | GDC Europa 2011                                                          |
| Wrzesień    | 22–25              | Eurogamer Expo 2011 w Londynie.                                          |
| Październik | 21–22              | BlizzCon 2011                                                            |
| Grudzień    | 17                 | Premiera PlayStation Vita w Japonii.                                     |

## Wydane gry
| Miesiąc               | Dzień | Tytuł                                          | Platforma                     | Źródło |
| S T Y C Z E Ń         | 11    | DC Universe Online                             | Win, PS3                      |        |
| S T Y C Z E Ń         | 11    | Ghost Trick: Phantom Detective                 | NDS                           |        |
| S T Y C Z E Ń         | 11    | Kingdom Hearts Re:coded                        | NDS                           |        |
| S T Y C Z E Ń         | 18    | LittleBigPlanet 2                              | PS3                           |        |
| S T Y C Z E Ń         | 18    | Mass Effect 2                                  | PS3                           |        |
| S T Y C Z E Ń         | 18    | MindJack                                       | PS3, X360                     |        |
| S T Y C Z E Ń         | 18    | Venetica                                       | Win, X360, PS3                |        |
| S T Y C Z E Ń         | 25    | Dead Space 2                                   | Win, X360, PS3                |        |
| S T Y C Z E Ń         | 25    | Lord of Arcana                                 | PSP                           |        |
| S T Y C Z E Ń         | 25    | Magicka                                        | Win                           |        |
| S T Y C Z E Ń         | 25    | Two Worlds II                                  | Win, X360, PS3                |        |
| L U T Y               | 1     | Bionic Commando Rearmed 2                      | PSN                           |        |
| L U T Y               | 1     | Rock Band Country Track Pack 2                 | PS3, Wii, X360                |        |
| L U T Y               | 1     | The Sims 3: Impreza w Plenerze                 | Mac, Win                      |        |
| L U T Y               | 2     | Bionic Commando Rearmed 2                      | XBLA                          |        |
| L U T Y               | 4     | Earthrise                                      | Win                           |        |
| L U T Y               | 7     | Mario Sports Mix                               | Wii                           |        |
| L U T Y               | 8     | Test Drive Unlimited 2                         | Win, X360, PS3                |        |
| L U T Y               | 8     | Trinity: Souls of Zill O’ll                    | PS3                           |        |
| L U T Y               | 8     | You Don’t Know Jack                            | NDS, PS3, Wii, Win, X360      |        |
| L U T Y               | 10    | Dungeons                                       | Win                           |        |
| L U T Y               | 12    | Ys I & II Chronicles                           | PSP                           |        |
| L U T Y               | 14    | Dragon Quest VI: Realms of Revelation          | NDS                           |        |
| L U T Y               | 15    | Back to the Future: The Game                   | PSN                           |        |
| L U T Y               | 15    | Hyperdimension Neptunia                        | PS3                           |        |
| L U T Y               | 15    | Marvel vs. Capcom 3: Fate of Two Worlds        | X360, PS3                     |        |
| L U T Y               | 15    | Tactics Ogre: Let Us Cling Together            | PSP                           |        |
| L U T Y               | 16    | Hard Corps: Uprising                           | X360, PS3                     |        |
| L U T Y               | 22    | de Blob 2                                      | NDS, PS3, X360, Wii           |        |
| L U T Y               | 22    | Bulletstorm                                    | X360, PS3, Win                |        |
| L U T Y               | 22    | Gray Matter                                    | X360, Win                     |        |
| L U T Y               | 22    | Killzone 3                                     | PS3                           |        |
| L U T Y               | 22    | Knights Contract                               | X360, PS3                     |        |
| L U T Y               | 22    | Radiant Historia                               | NDS                           |        |
| L U T Y               | 23    | Cities in Motion                               | Win                           |        |
| L U T Y               | 25    | Men of War: Assault Squad                      | Win                           |        |
| M A R Z E C           | 1     | Fight Night Champion                           | PS3, X360                     |        |
| M A R Z E C           | 1     | Rift                                           | Win                           |        |
| M A R Z E C           | 1     | Warhammer 40,000: Dawn of War II – Retribution | Win                           |        |
| M A R Z E C           | 6     | Pokémon Black and White                        | NDS                           |        |
| M A R Z E C           | 8     | Dragon Age II                                  | Win, PS3, X360                |        |
| M A R Z E C           | 8     | Major League Baseball 2K11                     | Win, PS3, PS2, PSP, X360, Wii |        |
| M A R Z E C           | 8     | MLB 11: The Show                               | PS3, PS2, PSP                 |        |
| M A R Z E C           | 15    | Ar tonelico Qoga: Knell of Ar Ciel             | PS3                           |        |
| M A R Z E C           | 15    | God Eater: Burst                               | PSP                           |        |
| M A R Z E C           | 15    | Homefront                                      | Win, X360, PS3                |        |
| M A R Z E C           | 15    | Ōkamiden                                       | NDS                           |        |
| M A R Z E C           | 15    | Top Spin 4                                     | PS3, X360, Wii                |        |
| M A R Z E C           | 15    | Total War: Shogun 2                            | Win                           |        |
| M A R Z E C           | 15    | Warriors: Legends of Troy                      | X360, PS3                     |        |
| M A R Z E C           | 15    | Yakuza 4                                       | PS3                           |        |
| M A R Z E C           | 22    | Assassin’s Creed: Brotherhood                  | Win                           |        |
| M A R Z E C           | 22    | Crysis 2                                       | Win, PS3, X360                |        |
| M A R Z E C           | 22    | Dissidia 012 Final Fantasy                     | PSP                           |        |
| M A R Z E C           | 22    | Lego Star Wars III: The Clone Wars             | Win, X360, PS3, PSP, Wii, NDS |        |
| M A R Z E C           | 22    | Monster Tale                                   | NDS                           |        |
| M A R Z E C           | 22    | PlayStation Move Heroes                        | PS3                           |        |
| M A R Z E C           | 22    | The Sims Medieval                              | Win, Mac                      |        |
| M A R Z E C           | 22    | The Tomb Raider Trilogy                        | PS3                           |        |
| M A R Z E C           | 23    | Ghostbusters: Sanctum of Slime                 | XBLA, PSN, Win                |        |
| M A R Z E C           | 29    | The 3rd Birthday                               | PSP                           |        |
| M A R Z E C           | 29    | Dynasty Warriors 7                             | PS3, X360                     |        |
| M A R Z E C           | 29    | The Legend of Heroes: Trails in the Sky        | PSP                           |        |
| M A R Z E C           | 29    | NASCAR The Game: 2011                          | X360, PS3, Wii                |        |
| M A R Z E C           | 29    | Rush’n Attack Ex-Patriot                       | PSN                           |        |
| M A R Z E C           | 29    | Shift 2 Unleashed                              | Win, PS3, X360                |        |
| M A R Z E C           | 29    | Tiger Woods PGA Tour 12                        | PS3, X360, Wii                |        |
| M A R Z E C           | 29    | WWE All Stars                                  | PS2, PS3, PSP, X360, Wii      |        |
| M A R Z E C           | 30    | Rush’n Attack Ex-Patriot                       | XBLA                          |        |
| K W I E C I E Ń       | 12    | Divinity II: The Dragon Knight Saga            | X360                          |        |
| K W I E C I E Ń       | 12    | Michael Jackson: The Experience                | X360, PS3                     |        |
| K W I E C I E Ń       | 12    | Patapon 3                                      | PSP                           |        |
| K W I E C I E Ń       | 12    | Rio                                            | PS3, X360, NDS, Wii           |        |
| K W I E C I E Ń       | 19    | Arcana Heart 3                                 | PS3                           |        |
| K W I E C I E Ń       | 19    | Conduit 2                                      | Wii                           |        |
| K W I E C I E Ń       | 19    | Final Fantasy IV: The Complete Collection      | PSP                           |        |
| K W I E C I E Ń       | 19    | Mortal Kombat (2011)                           | PS3, X360                     |        |
| K W I E C I E Ń       | 19    | Portal 2                                       | PS3, X360, Win, Mac           |        |
| K W I E C I E Ń       | 19    | SOCOM: Polskie Siły Specjalne                  | PS3                           |        |
| K W I E C I E Ń       | 24    | Dream Chronicles: The Book of Water            | Win                           |        |
| K W I E C I E Ń       | 26    | Darkspore                                      | Win                           |        |
| K W I E C I E Ń       | 27    | Outland                                        | XBL                           |        |
| M A J                 | 3     | Mount&Blade: With Fire & Sword                 | Win                           |        |
| M A J                 | 3     | MotorStorm: Apocalypse                         | PS3                           |        |
| M A J                 | 3     | Thor: God of Thunder                           | X360, PS3, Wii, NDS           |        |
| M A J                 | 10    | Brink                                          | PS3, X360, Win                |        |
| M A J                 | 10    | The First Templar                              | X360, Win                     |        |
| M A J                 | 10    | Lego Pirates of the Caribbean: The Video Game  | Win, X360, PS3, Wii, PSP, NDS |        |
| M A J                 | 10    | Hydrophobia Prophecy                           | Win, PS3                      |        |
| M A J                 | 10    | MX vs. ATV Alive                               | X360, PS3                     |        |
| M A J                 | 10    | Virtua Tennis 4                                | X360, PS3, Wii                |        |
| M A J                 | 16    | Terraria                                       | Win                           |        |
| M A J                 | 17    | Fable III                                      | Win                           |        |
| M A J                 | 17    | L.A. Noire                                     | PS3, X360                     |        |
| M A J                 | 17    | Wiedźmin 2: Zabójcy królów                     | Win                           |        |
| M A J                 | 24    | Dirt 3                                         | Win, X360, PS3                |        |
| M A J                 | 24    | Kung Fu Panda 2                                | PS3, X360, Wii, NDS           |        |
| M A J                 | 26    | Frozen Synapse                                 | Win                           |        |
| M A J                 | 31    | Hunted: The Demon's Forge                      | PS3, X360, Win                |        |
| M A J                 | 31    | The Sims 3: Pokolenia                          | Win, Mac                      |        |
| C Z E R W I E C       | 7     | Cartoon Network: Punch Time Explosion          | 3DS                           |        |
| C Z E R W I E C       | 7     | Green Lantern: Rise of the Manhunters          | PS3, X360, Wii, NDS, 3DS      |        |
| C Z E R W I E C       | 7     | NieSławny: inFamous 2                          | PS3                           |        |
| C Z E R W I E C       | 7     | Operation Flashpoint: Red River                | X360, Win, PS3                |        |
| C Z E R W I E C       | 7     | Red Faction: Armageddon                        | Win, X360, PS3                |        |
| C Z E R W I E C       | 13    | Wii Play: Motion                               | Wii                           |        |
| C Z E R W I E C       | 14    | Alice: Madness Returns                         | PS3, X360, Win                |        |
| C Z E R W I E C       | 14    | Child of Eden                                  | X360, PS3                     |        |
| C Z E R W I E C       | 14    | Duke Nukem Forever                             | PS3, X360, Win                |        |
| C Z E R W I E C       | 14    | Transformers: Dark of the Moon                 | X360, PS3, Wii, NDS           |        |
| C Z E R W I E C       | 19    | The Legend of Zelda: Ocarina of Time 3D        | 3DS                           |        |
| C Z E R W I E C       | 21    | Cars 2                                         | Win, X360, PS3, Wii, NDS, 3DS |        |
| C Z E R W I E C       | 21    | Dungeon Siege III                              | Win, X360, PS3                |        |
| C Z E R W I E C       | 21    | F.E.A.R. 3                                     | Win, X360, PS3                |        |
| C Z E R W I E C       | 21    | Shadows of the Damned                          | PS3, X360                     |        |
| C Z E R W I E C       | 28    | Dynasty Warriors: Gundam 3                     | PS3, X360                     |        |
| C Z E R W I E C       | 28    | Resident Evil: The Mercenaries 3D              | 3DS                           |        |
| C Z E R W I E C       | 28    | Sniper: Ghost Warrior                          | PS3                           |        |
| L I P I E C           | 5     | Earth Defense Force: Insect Armageddon         | PS3, X360                     |        |
| L I P I E C           | 12    | Harry Potter i Insygnia Śmierci: Część II      | X360, PS3, Wii, NDS, Win      |        |
| L I P I E C           | 12    | NCAA Football 12                               | X360, PS3                     |        |
| L I P I E C           | 14    | Puyo Puyo!! 20th Anniversary                   | PSP, Wii, NDS, 3DS            |        |
| L I P I E C           | 19    | Limbo                                          | PSN, XBLA                     |        |
| L I P I E C           | 19    | Call of Juarez: The Cartel                     | PS3, X360                     |        |
| L I P I E C           | 19    | Captain America: Super Soldier                 | X360, PS3, Wii, NDS, 3DS      |        |
| L I P I E C           | 20    | Bastion                                        | XBLA                          |        |
| L I P I E C           | 26    | Catherine                                      | PS3, X360                     |        |
| L I P I E C           | 26    | Pac-Man & Galaga Dimensions                    | 3DS                           |        |
| L I P I E C           | 26    | The Sims 3: Miejskie Życie                     | Mac, Win                      |        |
| L I P I E C           | 27    | From Dust                                      | XBLA                          |        |
| S I E R P I E Ń       | 23    | Tropico 4                                      | PC                            |        |
| S I E R P I E Ń       | 23    | Deus Ex: Bunt ludzkości                        | PC, PS3, X360                 |        |
| W R Z E S I E Ń       | 6     | Resistance 3                                   | PS3                           |        |
| W R Z E S I E Ń       | 13    | Rage                                           | Win, PS3, X360                |        |
| W R Z E S I E Ń       | 14    | Tekken Tag Tournament 2                        | ARC                           |        |
| W R Z E S I E Ń       | 22    | Dark Souls                                     | X360, PS3, Win                |        |
| P A Ź D Z I E R N I K | 4     | The Darkness II                                | PS3, X360, Win                |        |
| P A Ź D Z I E R N I K | 11    | FIFA 12                                        | X360, PS3, PC                 |        |
| P A Ź D Z I E R N I K | 11    | Ben 10: Ultimate Alien – Vilgax Returns        | PS3, X360, Wii, 3DS           |        |
| P A Ź D Z I E R N I K | 11    | Forza Motorsport 4                             | X360                          |        |
| P A Ź D Z I E R N I K | 18    | Batman: Arkham City                            | PS3, X360                     |        |
| P A Ź D Z I E R N I K | 18    | Ratchet and Clank: All 4 One                   | PS3                           |        |
| P A Ź D Z I E R N I K | 18    | Battlefield 3                                  | PS3, X360, PC                 |        |
| L I S T O P A D       | 1     | Uncharted 3: Oszustwo Drake’a                  | PS3                           |        |
| L I S T O P A D       | 1     | To the Moon                                    | Win, Mac                      |        |
| L I S T O P A D       | 8     | Call of Duty: Modern Warfare 3                 | PS3, X360, Win                |        |
| L I S T O P A D       | 11    | The Elder Scrolls V: Skyrim                    | Win, PS3, X360                |        |
| L I S T O P A D       | 15    | Assassin’s Creed: Revelations                  | PS3, X360                     |        |
| L I S T O P A D       | 15    | Need for Speed: The Run                        | PS3, X360, Win                |        |
| L I S T O P A D       | 18    | Minecraft                                      | PS3, X360, Win, Mac           | [ 1 ]  |
| L I S T O P A D       | 22    | Tekken Hybrid                                  | PS3                           | [ 2 ]  |